# Dubaring
Dubaring (nep. डुब्रिङ) – gaun wikas samiti w zachodniej części Nepalu w strefie Rapti w dystrykcie Rolpa. Według nepalskiego spisu powszechnego z 2011 roku liczył on 931 gospodarstw domowych i 4537 mieszkańców (2461 kobiet i 2076 mężczyzn).